# Gà ác

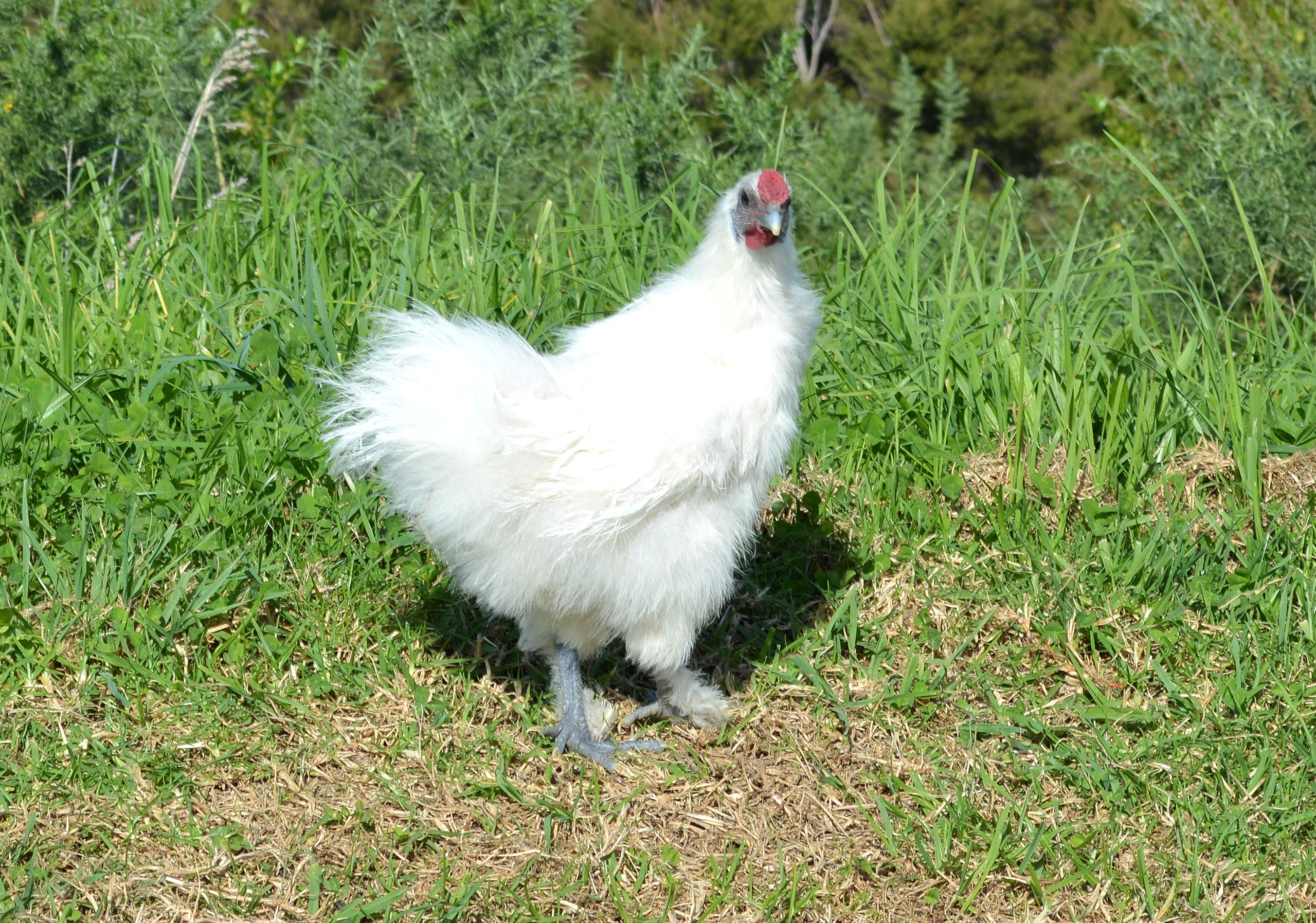
Một con gà ác

Gà ác hay còn gọi là ô cốt kê, ô kê hay còn có tên khác là gà đen hay gà chân chì hoặc gà ngũ trảo là một giống gà được công nhận là giống vật nuôi Việt Nam có điểm đặc trưng là toàn thân và chân đều màu đen và có thịt bổ dưỡng, gà thường được chế biến thành món ăn gà ác tần bổ dưỡng. Chúng có nét đặc trưng của gà ác là thịt và xương đen, lông trắng, chân của chúng có năm ngón. Hiện nay gà ác được nhiều người nuôi đặc sản vì thịt của chúng cũng là món ăn chứa nhiều dinh dưỡng hơn thịt gà thông thường, là nguồn thức ăn bổ dưỡng mà còn được coi là món thuốc bắc quý hiếm, ngày càng được nhiều người tiêu dùng sử dụng, đem lại hiệu quả kinh tế, cải thiện thu nhập cho người chăn nuôi.

## Đặc điểm

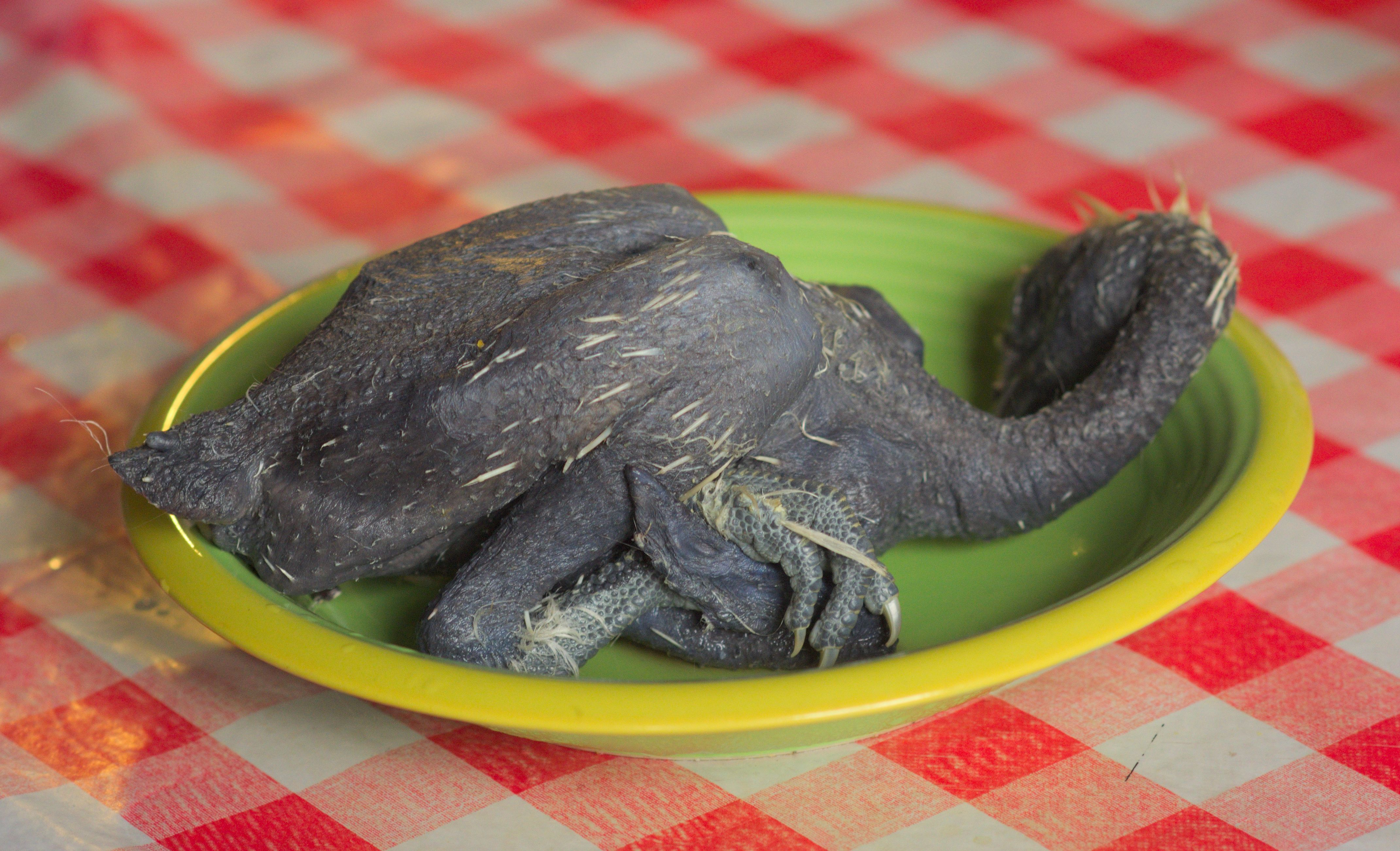
Thịt gà

Gà ác là loại gà cỡ nhỏ đã được thuần hóa và nuôi dưỡng. Đặc trưng của giống gà ác là bộ lông trắng không mượt nhưng toàn bộ da, mắt, thịt, chân và xương đều đen, chân có 5 ngón. Đây là một giống gà quý với các đặc điểm đặc trưng như da, thịt, xương, nội tạng đều có màu đen và đặc biệt là lông gà có màu trắng, chân có 5 ngón. Giống gà này dễ bị nhầm lẫn giữa gà ác với giống gà đen (da, thịt đều màu đen) hoặc nhầm với gà ri, gà tre. 
Gà ác là giống gà có giá trị cao về mặt dinh dưỡng. Theo Đông y, gà ác vị ngọt, mặn, tính bình hơi ấm, hương vị thơm, tính ẩm, không độc, có công hiệu từ bổ gan thận, ích khí bổ huyết, tư âm thanh nhiệt, điều kinh hoạt huyết, chữa rong huyết
Thịt gà ác còn chứa các amino acid cần thiết cho cơ thể gồm lysine, methionine, histidine, giúp điều tiết khả năng miễn dịch cơ thể và chống lão hóa, nên xưa được gọi là "gà thuốc", thịt gà ác ít lipid nhưng rất giàu protid và có khoảng 18 loại amino acid, nhiều vitamin (A, B1, B2, B6, B12, E, PP) và các nguyên tố vi lượng (K, Na, Ca, Fe, Mg, Mn, Cu). Hàm lượng chất dinh dưỡng trong gà ác cao hơn nhiều so với các loại thịt khác, bên cạnh hàm lượng chất béo và cholesterol rất thấp, cho nên gà ác là thức ăn tốt để bồi bổ cơ thể. Các món ăn từ thịt gà ác là bài thuốc quý để bồi bổ cơ thể.

## Công dụng

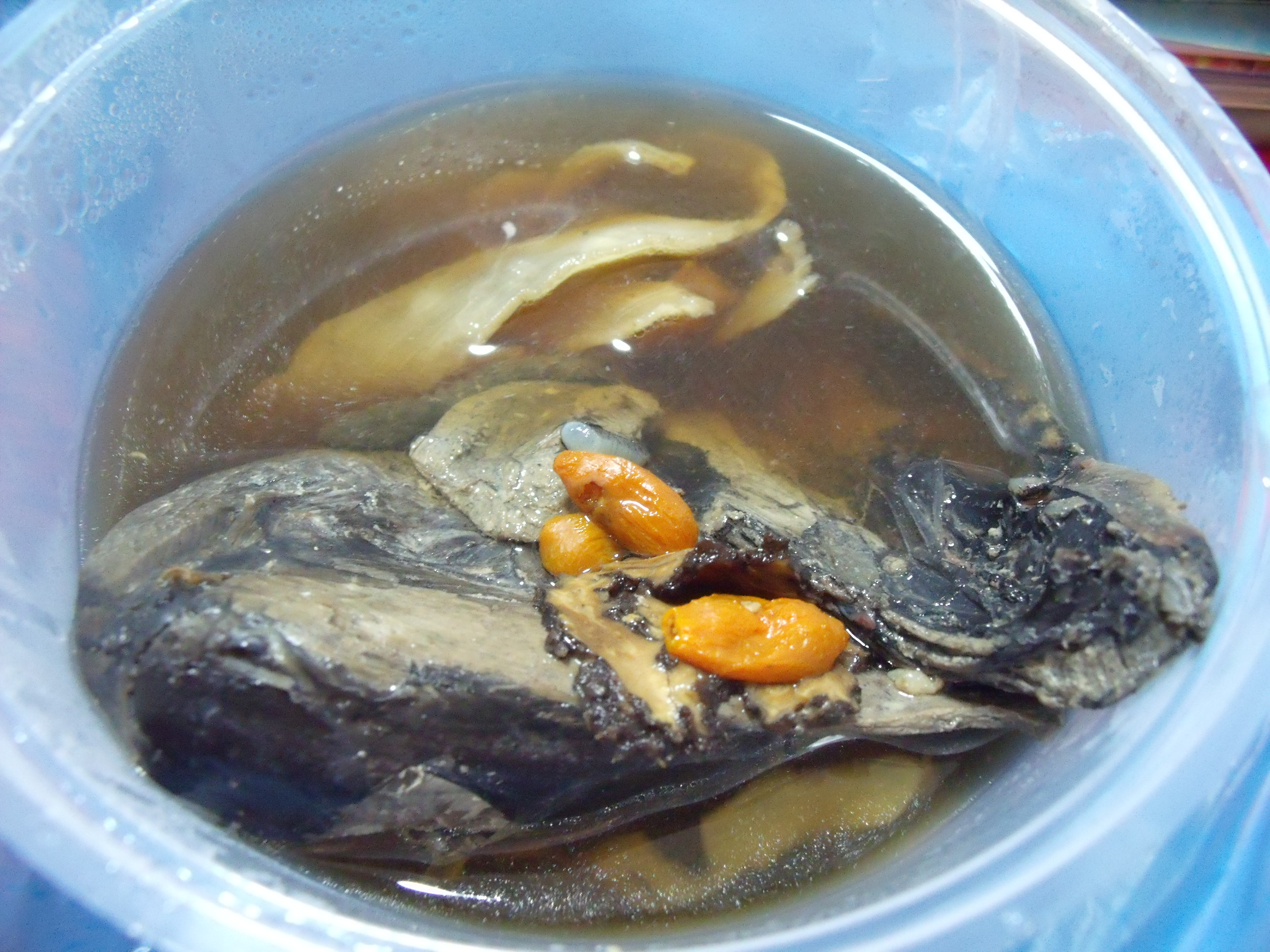
Một chén gà ác tần

Gà ác hầm thuốc bắc từng là thức ăn của vua chúa bởi do nó rất bổ dưỡng. Đến nay chất lượng cuộc sống người dân nâng cao giống gà này lại trở thành bài thuốc dinh dưỡng cho mọi nhà, công dụng của gà ác tần thuốc bắc lớn: nó có khả năng giảm tiểu đường trong máu, giảm khả năng suy thận, chống lão hóa, loãng xương, bổ phế, tăng cường khí huyết, tốt cho người mới ốm dậy, nhất là phụ nữ có thai và sau khi sinh.
Đông y cho rằng gà ác có công dụng bổ can thận, ích khí huyết, dưỡng âm thoái nhiệt, thường dùng để chữa các chứng bệnh hư nhược, tiêu khát (đái tháo đường), đi tả lâu ngày do tì hư, lỵ lâu ngày, chán ăn, khí hư, di tinh, hoạt tinh, nóng âm ỉ trong xương, ra mồ hôi trộm, kinh nguyệt không đều.